# Andromachos aus Carrhae
Andromachos aus Carrhae († nach 53 v. Chr.) war ein Bürger aus Carrhae (heute Harran), der den römischen Triumvir Marcus Licinius Crassus an die Parther verriet und danach Dynast von Carrhae wurde.
Andromachos wurde vom Triumvir Crassus nach der vernichtenden römischen Niederlage in der Schlacht bei Carrhae (53 v. Chr.) gegen die Parther mit der Führung des geschlagenen römischen Heers auf sicheren Rückzugspfaden beauftragt. Allerdings verriet er diesen Plan dem Surenas und führte die aus Carrhae abmarschierenden Römer nachts auf Umwegen durch sumpfiges Gelände, so dass sie bis zum Morgen die nördlich gelegenen Gebirge nicht mehr erreichen konnten. Als Belohnung wurde Andromachos von den siegreichen Parthern als Dynast seiner Heimatstadt eingesetzt. Da er sich aber in dieser Stellung Gewalttätigkeiten gegen seine Mitbürger erlaubte, wurde er von ihnen verbannt.